# Natació sincronitzada al Campionat del Món de natació de 2007
La competició de natació sincronitzada al Campionat del Món de natació de 2007 es realitzà al complex esportiu aqüàtic Arena Rod Laver de la ciutat de Melbourne (Austràlia).

## Resum de medalles
| Event         | Or | Or     | Plata | Plata  | Bronze | Bronze |
| Solo tècnic   | Natàlia Isxenko (RUS) | 99.000 | Gemma Mengual (ESP) | 98.000 | Saho Harada (JPN) | 96.833 |
| Solo lliure   | Virginie Dedieu (FRA) | 99.500 | Natàlia Isxenko (RUS) | 98.500 | Gemma Mengual (ESP) | 98.000 |
| Duet tècnic   | RússiaAnastassia Davídova · Anastassia Iermakova | 98.833 | EspanyaGemma Mengual · Paola Tirados | 97.500 | JapóSaho Harada · Emiko Suzuki | 97.167 |
| Duet lliure   | RússiaAnastassia Davídova · Anastassia Iermakova | 99.333 | EspanyaGemma Mengual · Paola Tirados | 97.667 | JapóAyako Matsumura · Emiko Suzuki | 97.333 |
| Equips tècnic | RússiaMaria Gromova · Natalia Ischenko · Elvira Khasyanova · Olga Kuzhela · Anna Nasekina · Elena Ovtchinnikova · Svetlana Romàixina · Anna Shorina                                             | 99.000 | JapóNaoko Kawashima · Chisa Kobayashi · Hiromi Kobayashi · Erika Komura · Ayako Matsumura · Emiko Suzuki · Erina Suzuki · Masako Tachibana                        | 97.833 | EspanyaAlba María Cabello · Ona Carbonell · Andrea Fuentes · Tina Fuentes · Gemma Mengua · Gisela Morón · Irina Rodríguez · Paola Tirados                                 | 97.167 |
| Equips tècnic | RússiaMaria Gromova · Natàlia Isxenko · Elvira Khasyanova · Olga Kuzhela · Anna Nasekina · Elena Ovtchinnikova · Svetlana Romàixina · Anna Shorina                                              | 99.000 | EspanyaAndrea Fuentes · Tina Fuentes · Thais Henríquez · Gemma Mengual · Gisela Morón · Irina Rodríguez · Paola Tirados · Cristina Violán                         | 98.500 | JapóSaho Harada · Naoko Kawashima · Hiromi Kobayashi · Erika Komura · Takako Konishi · Ayako Matsumura · Emiko Suzuki · Masako Tachibana                                  | 97.334 |
| Combinada     | RússiaAnastassia Davídova · Anastassia Iermakova · Maria Gromova · Natalia Ischenko · Elvira Khasyanova · Olga Kuzhela · Anna Nasekina · Elena Ovchinnikova · Svetlana Romàixina · Anna Shorina | 99.000 | JapóAi Aoki · Saho Harada · Naoko Kawashima · Hiromi Kobayashi · Erika Komura · Takako Konishi · Ayako Matsumura · Emiko Suzuki · Erina Suzuki · Masako Tachibana | 97.833 | Estats UnitsBrooke Abel · Janet Culp · Katherine Hooven · Christina Jones · Rebekah Kim · Meghan Kinney · Andrea Nott · Annabelle Orme · Jillian Penner · Kimberly Probst | 96.500 |

Font: FINA

## Medaller
| Posició | País         | Or | Plata | Bronze | Total |
| 1       | Rússia       | 6  | 1     | 0      | 7     |
| 2       | França       | 1  | 0     | 0      | 1     |
| 3       | Espanya      | 0  | 4     | 2      | 6     |
| 4       | Japó         | 0  | 2     | 4      | 6     |
| 5       | Estats Units | 0  | 0     | 1      | 1     |
| Total   | Total        | 7  | 7     | 7      | 21    |

FontFINA